# أندرياس روث
أندرياس روث (بالنرويجية البوكمول: Andreas Roth)‏ هو منافس ألعاب قوى نرويجي، ولد في 29 أبريل 1993.

## وصلات خارجية
- أندرياس روث على موقع الاتحاد الدولي لألعاب القوى (الإنجليزية)